# Des amis d'université
Des amis d'université (Friends from College) est une série télévisée américaine en seize épisodes d'environ 30 minutes créée par Nicholas Stoller et Francesca Delbanco, et diffusée entre le 14 juillet 2017 et le 11 janvier 2019 sur la plateforme de vidéos à la demande Netflix.

## Synopsis
La série décrit irrévérencieusement les mésaventures tragico-comiques d’un groupe d’anciens élèves d'Harvard, un groupe très uni, alors qu’ils naviguent dans des vies à la fois ambitieuses et maladroites et intimement liées à leur vie amoureuse.

## Distribution

### Acteurs principaux
- Keegan-Michael Key (VFB : Nicolas Matthys) : Ethan Turner
- Cobie Smulders (VFB : Maia Baran) : Lisa Turner
- Annie Parisse (VFB : Sophie Frison) : Samantha « Sam » Delmonico
- Nat Faxon (VFB : Alexandre Crépet) : Nick Ames
- Fred Savage (VFB : Maxime Donnay) : Max Adler
- Jae Suh Park (en) (VFB : Claire Tefnin) : Marianne

### Acteurs récurrents
- Billy Eichner (VFB : David Manet) : Dr Felix Forzenheim
- Greg Germann (VFB : Sébastien Hébrant) : Jon Delmonico
- Zack Robidas (en) (VFB : Karim Chihab) : Charlie (saison 2)
- Sarah Chalke (VFB : Micheline Tziamalis) : Merrill Morgan (saison 2)

### Invités
- Ike Barinholtz : Degrasso
- Billy Magnussen : Sean
- Seth Rogen : Paul « Party Dog » Dobkin
- Chris Elliott : Le Mentaliste

Version française
- Studio de doublage : Chinkel
- Direction artistique : Marie Van Ermengem
- Adaptation : Clémentine Blayo et Xavier Hussener

## Production
Le projet de Nick Stoller et Francesca Delbanco débute en 2016. En août, Netflix commande la série mettant en vedette Keegan-Michael Key, Cobie Smulders, Annie Parisse, Nat Faxon, Fred Savage et Jae Suh Park. En octobre, la production invite Billy Eichner.
Le 21 août 2017, la série est renouvelée pour une deuxième saison. La production invite Sarah Chalke.
Le 18 février 2019, la série est annulée.

## Épisodes

### Première saison (2017)
1. Bienvenue à New York (Welcome to New York)
2. Dans le Connecticut (Connecticut House)
3. Nuit blanche (All-Nighter)
4. Mission Impossible
5. Le Party Bus (Party Bus)
6. Le Second Mariage (Second Wedding)
7. Les Îles Caïmans (Grand Cayman)
8. La Nuit de toutes les surprises (A Night of Surprises)

### Deuxième saison (2019)
Cette deuxième saison de huit épisodes est sortie le 11 janvier 2019.
1. La Fête de fiançailles (The Engagement Party)
2. Les Affaires dans la cave (Storage Unit)
3. Rester ou sortir (Out All Night)
4. L'Enterrement de vie de garçon (The Bachelor Party)
5. Les Vieilles habitudes (Old Habits)
6. Chute libre (Free Fall)
7. Les Feux d'artifice (Fireworks)
8. Le Mariage (The Wedding)